# ازدیاد جمعیت

جمعیت جهانی انسان (برآورد) ۱۰۰۰۰ سال پیش از میلاد تا ۲۰۰۰ سال پس از میلاد

ازدیاد جمعیت یا فزونی جمعیت (به انگلیسی: Overpopulation) زمانی رخ می‌دهد که جمعیت یک گونه از میزان ظرفیت کنام آن بیشتر شود. ازدیاد جمعیت تابعی از منابع در دسترس مانند آب و مواد مغذی برای زنده ماندن است. ازدیاد جمعیت می‌تواند نتیجهٔ افزایش زاد و ولد، کاهش مرگ و میر، افزایش مهاجرت یا به علت زیست‌بوم ناپایدار و تهی شدن منابع باشد.

## افزایش جمعیت جانوران
در طبیعت معمولاً مشکل افزایش جمعیت با بیشتر شدن تعداد شکارچیان حل می‌شود. شکارچیان به دنبال شکارهای ضعیف هستند، بنابراین معمولاً جانور پیر یا ضعیف یا بیمار قربانی نخست است. بدین‌گونه، افزایش جمعیت ژن ضعیف و ازکارافتاده کنترل می‌شود.
در غیاب شکارچیان، گونه‌ها توسط منابع موجود در منطقهٔ زیستی خود، محدود می‌شوند ولی این امر دست‌کم در کوتاه‌مدت لزوماً سبب کنترل ازدیاد جمعیت نمی‌شود.
فراوانی منابع می‌تواند سبب انفجار جمعیت شود که در پایان نیز باعث کم شدن مقدار منابع نسبت به جمعیت می‌شود. در موارد تشنگی و گرسنگی، دستیابی به منابع آب یا غذا سبب بروز خشونت و درگیری می‌شود که همین امر می‌تواند سبب کاهش جمعیت با نرخ بالا در مدت زمان کم شود. موش قطبی مانند دیگر جوندگان از این دست جانوران هستند که معروف به داشتن چرخه افزایش جمعیت سریع و به دنبال آن کاهش جمعیت آن هستند.
این‌طور به نظر می‌رسد که گروهی دیگر از جانوران، دارای اندازه‌ای از خودکنترلی هستند که توسط آن از جفت‌گیری در زمانی که احساس می‌کنند در محیط شلوغی قرار دارند، جلوگیری می‌کنند. این داوطلبان احتمالاً یا به علت اضطراب یا فرومون‌ها چنین رفتاری از خود بروز می‌دهند.
در حقیقت اگر جانور غیربومی به منطقه‌ای برده شود، می‌تواند به دلیل مزایایی که نسبت به نوع بومی دارد، سبب کم شدن یا انقراض نوع بومی و افزایش جمعیت نوع غیربومی باشد. اگر این شرایط تحت کنترل نباشد، می‌تواند سبب دگرگونی محیط شود.

## ازدیاد جمعیت انسان
جمعیت انسان‌ها پس از پایان مرگ سیاه، در حدود سال ۱۴۰۰ میلادی به‌طور مداوم رو به افزایش بود. گرچه بیشتر این افزایش جمعیت در ۵۰ سال گذشته بوده است که این نیز به دلیل شرایط بهداشت مناسب و افزایش فرآورده‌های کشاورزی و دستیابی به سوخت است.
در سال ۲۰۱۳ جمعیت جهان به ۷ میلیارد تن رسید و انتظار می‌رود که این رقم برای سال ۲۰۲۵، یک میلیارد دیگر نیز افزایش داشته باشد. بسته به اینکه از چه روشی برای برآورد افزایش جمعیت بشر استفاده کنیم، ازدیاد جمعیت در انسان شاید در حال رخ دادن است یا می‌تواند هم نباشد.
آکادمی تحقیقات بر روی افزایش جمعیت اینتر، در ۱۹۹۴ بیان داشت که مشکلات زیست‌محیطی مانند افزایش دی‌اکسید کربن محیط، گرمایش جهانی و آلودگی به علت افزایش جمعیت پدید آمده‌اند.
دیگر مشکلات ناشی از افزایش جمعیت، کمبود دسترسی به آب و غذای سالم، سوءتغذیه، کاهش میزان سوخت فسیلی به دلیل سریع‌تر شدن مصرف از تولید و نابودی در شرایط زندگانی است.

## افزایش جمعیت در جانوران اهلی
مسائل اخلاقی برای موارد حقوق انسانی و انسانیت به‌طور غیرعمدی سبب ازدیاد جمعیت سگ‌ها، گربه‌ها و دیگر جانوران اهلی شده است.